# Білинський сільський округ
Бі́линський сільський округ (каз. Белинский ауылдық округі, рос. Белинский сельский округ) — адміністративна одиниця у складі району Беїмбета Майліна Костанайської області Казахстану. Адміністративний центр — село Кайиндиколь.
Населення — 485 осіб (2021; 1397 у 2009, 3313 у 1999, 6028 у 1989).
Станом на 1989 рік існували Білинська сільська рада (села Жамбасколь, Кайиндиколь, Карасорка), Кайранкольська сільська рада (села Достіяр, Максут) та Ушсорська сільська рада (села Смайловка, Ушсорка, Шараколь). Села Карасорка та Шараколь ліквідовано 2009 року. 2010 року Ушсорський сільський округ перетворено в Смайловську сільську адміністрацію. 19 липня 2012 року Смайловська сільська адміністрація включена до складу Білинського сільського округу. 24 травня 2017 року ліквідовано село Достіяр, Кайранкольський сільський округ перетворено в Максутську сільську адміністрацію. 2019 року Максутську сільську адміністрацію приєднано до складу Білинського сільського округу. 2021 року ліквідовано село Жамбасколь.

## Склад
До складу адміністрації входять такі населені пункти:
| Населений пункт   | Старі назви | Населення, осіб (1989) | Населення, осіб (1999) | Населення, осіб (2009) | Населення, осіб (2021) |
| ----------------- | ----------- | ---------------------- | ---------------------- | ---------------------- | ---------------------- |
| Достіяр, село     | -           | 362                    | 252                    | 38                     | -                      |
| Жамбасколь, село  | -           | 150                    | 36                     | 32                     | 20                     |
| Кайиндиколь, село | -           | 1885                   | 1051                   | 551                    | 216                    |
| Карасорка, село   | -           | 242                    | 25                     | -                      | -                      |
| Максут, село      | -           | 1357                   | 957                    | 465                    | 151                    |
| Смайловка, село   | -           | 1599                   | 833                    | 303                    | 98                     |
| Ушсорка, село     | -           | 249                    | 90                     | 8                      | -                      |
| Шараколь, село    | -           | 184                    | 69                     | -                      | -                      |